# Hiroe Nakai
Hiroe Nakai (中井 広恵 Nakai Hiroe?) (Hokkaido, 24 de junio de 1969) es una jugadora profesional de shōgi o ajedrez japonés, de rango 6-dan. Es la primera profesional femenina en derrotar a un jugador profesional masculino en una competición oficial. Primera ganadora femenina del torneo nacional de shōgi, la Copa NHK TV. Ganadora del título de «Reina Meijin» por sus nueve victorias defendiendo el título.

## Biografía
Nació en Wakkanai, Hokkaido, en el año 1969, comenzó a jugar shōgi a la edad de cuatro años. En un torneo de la escuela secundaria, con 11 años de edad, terminó en segundo lugar. En 1983 se inscribió en la escuela de aprendices de la Asociación Japonesa de Shōgi y alcanzó el rango 2-kyū. Nakai está casada con el jugador profesional retirado, Yoshiyuki Ueyama, tienen dos hijas. Fue miembro del comité de educación de Warabi en Saitama desde 2003 hasta 2015 y fue nombrada embajadora de la ciudad de Warabi en mayo de 2016.

## Carrera profesional
Recibió el rango 2-kyū a la edad de once años por la Asociación Japonesa de Shōgi, su maestro fue Yūji Satō. Con 16 años de edad, en el año 1985, venció a la entonces «Meijin femenina» Naoko Hayashiba tres juegos a uno. En el siguiente año Nakai defendió su título. En el año 1993 se convirtió en la primera mujer en derrotar a un jugador profesional masculino en un juego oficial, venció a Shūichi Ikeda en un torneo de Ryūō. En el año 2003 se convirtió en la primera jugadora femenina en ganar la Copa NHK TV, entre sus adversarios se encontraban Teruichi Aono y Mamoru Hatakeyama, en la edición de 2004 de la Copa NHK, venció a Shūji Satō en la primera ronda, en la segunda ronda perdió contra Yasumitsu Satō.
En abril de 2009 Nakai sumó un total de 500 victorias en torneos oficiales, en enero de 2015 sumó 600 victorias. En agosto de 2010 venció a Sayuri Honda en los cuartos de final de la Copa Kurashiki Tōka.

### Títulos y competiciones
Nakai obtuvo su primer título 2-kyū, un rango otorgado a jugadores aficionados, en 1981; en marzo de 1983 se convirtió en 1-dan y en el mes siguiente obtuvo el 2-dan. En abril de 1986 fue promovida a 3-dan, en 1989 subió a 4-dan y en 1992 a 5-dan. En noviembre de 2002 logró el rango de 6-dan. La jugadora ha participado en un total de 43 competiciones importantes en su carrera, ha ganado un total de 19, además es la única mujer en ganar nueve veces el título de «Meijin femenina», ganó el Women's Ōshō en cuatro ocasiones y la Copa Kurashiki Tōka tres veces.